# Falsoropicoides laosensis
Falsoropicoides laosensis är en skalbaggsart som beskrevs av Stefan von Breuning 1965. Falsoropicoides laosensis ingår i släktet Falsoropicoides och familjen långhorningar.
Artens utbredningsområde är Laos. Inga underarter finns listade i Catalogue of Life.